# Comuna Hedemora
Hedemora (Hedemora kommun) este o comună din comitatul Dalarnas län, Suedia, cu o populație de 15.021 locuitori (2013).

## Geografie

### Zone urbane
Lista celor mai mari zone urbane din comună (anul 2015) conform Biroului Central de Statistică al Suediei:
| Nr | Zona urbană   | Pop.  |
| -- | ------------- | ----- |
| 1  | Hedemora      | 7.371 |
| 2  | Långshyttan   | 1.609 |
| 3  | Vikmanshyttan | 840   |
| 4  | Garpenberg    | 515   |
| 5  | Västerby      | 383   |

## Demografie
| \| Evoluția demografică în comuna Hedemora, 1970–2015 \| Evoluția demografică în comuna Hedemora, 1970–2015 \| Evoluția demografică în comuna Hedemora, 1970–2015 \| Evoluția demografică în comuna Hedemora, 1970–2015 \| Evoluția demografică în comuna Hedemora, 1970–2015 \| \| ----------------------------------------------------------------------------------------------------- \| -------------------------------------------------- \| -------------------------------------------------- \| -------------------------------------------------- \| -------------------------------------------------- \| \| An \| \| \| Locuitori \| \| \| 1970 \| 1970 \| \| 16 836 \| 16 836 \| \| 1975 \| 1975 \| \| 16 736 \| 16 736 \| \| 1980 \| 1980 \| \| 17 063 \| 17 063 \| \| 1985 \| 1985 \| \| 16 894 \| 16 894 \| \| 1990 \| 1990 \| \| 16 855 \| 16 855 \| \| 1995 \| 1995 \| \| 16 879 \| 16 879 \| \| 2000 \| 2000 \| \| 15 857 \| 15 857 \| \| 2005 \| 2005 \| \| 15 494 \| 15 494 \| \| 2010 \| 2010 \| \| 15 164 \| 15 164 \| \| 2015 \| 2015 \| \| 15 235 \| 15 235 \| \| Sursa: SCB - Statistika Centralbyrån, Folkmängd efter region, civilstånd, ålder och kön. År 1968–2016 \| \| \| \| \| |      |  |           |        |
| Evoluția demografică în comuna Hedemora, 1970–2015 |      |  |           |        |
| An |      |  | Locuitori |        |
| 1970 | 1970 |  | 16 836    | 16 836 |
| 1975 | 1975 |  | 16 736    | 16 736 |
| 1980 | 1980 |  | 17 063    | 17 063 |
| 1985 | 1985 |  | 16 894    | 16 894 |
| 1990 | 1990 |  | 16 855    | 16 855 |
| 1995 | 1995 |  | 16 879    | 16 879 |
| 2000 | 2000 |  | 15 857    | 15 857 |
| 2005 | 2005 |  | 15 494    | 15 494 |
| 2010 | 2010 |  | 15 164    | 15 164 |
| 2015 | 2015 |  | 15 235    | 15 235 |
| Sursa: SCB - Statistika Centralbyrån, Folkmängd efter region, civilstånd, ålder och kön. År 1968–2016 |      |  |           |        |